# Biagio Colaianni
Biagio Colaianni (* 3. června 1957 Matera) je italský římskokatolický duchovní a arcibiskup Campobasso-Boiano.

## Život
Narodil se 3. června 1957 v Mateře.
Vstoupil do Papežského regionalního semináře Jižní Itálie v Neapoli. Po teologickém studiu byl 9. května 1984 arcibiskupem Michele Giordanem vysvěcen na kněze a inkardinován do arcidiecéze Matera. Následně získal na Papežské univerzitě Gregoriana licenciát z teologie. Stal se rektorem nižšího semináře v rodném městě a roku 1988 farářem farnosti sv. Jana Křtitele ve Ferrandině. V průběhu let zastával také funkce: např. moderátora farností, duchovního asistenta skautů, vicerektora a později rektora nižšího semináře, okrskového vikáře či člena kolegia poradců.
Před jmenováním arcibiskupem byl farářem u sv. Jakuba v Mateře, od roku 2019 generálním vikářem a moderátorem kurie. Dne 6. prosince 2023 jej papež František jmenoval metropolitním arcibiskupem Campobasso-Boiano. Biskupské svěcení přijal 10. února následujícího roku z rukou arcibiskupa Antonia Giuseppe Caiazza a spolusvětiteli byli arcibiskup Salvatore Ligorio, arcibiskup Rocco Pennacchio, biskup Giancarlo Maria Bregantini a biskup Francesco Marino. Dne 29. června obdržel od papeže pallium.